# Alhambra

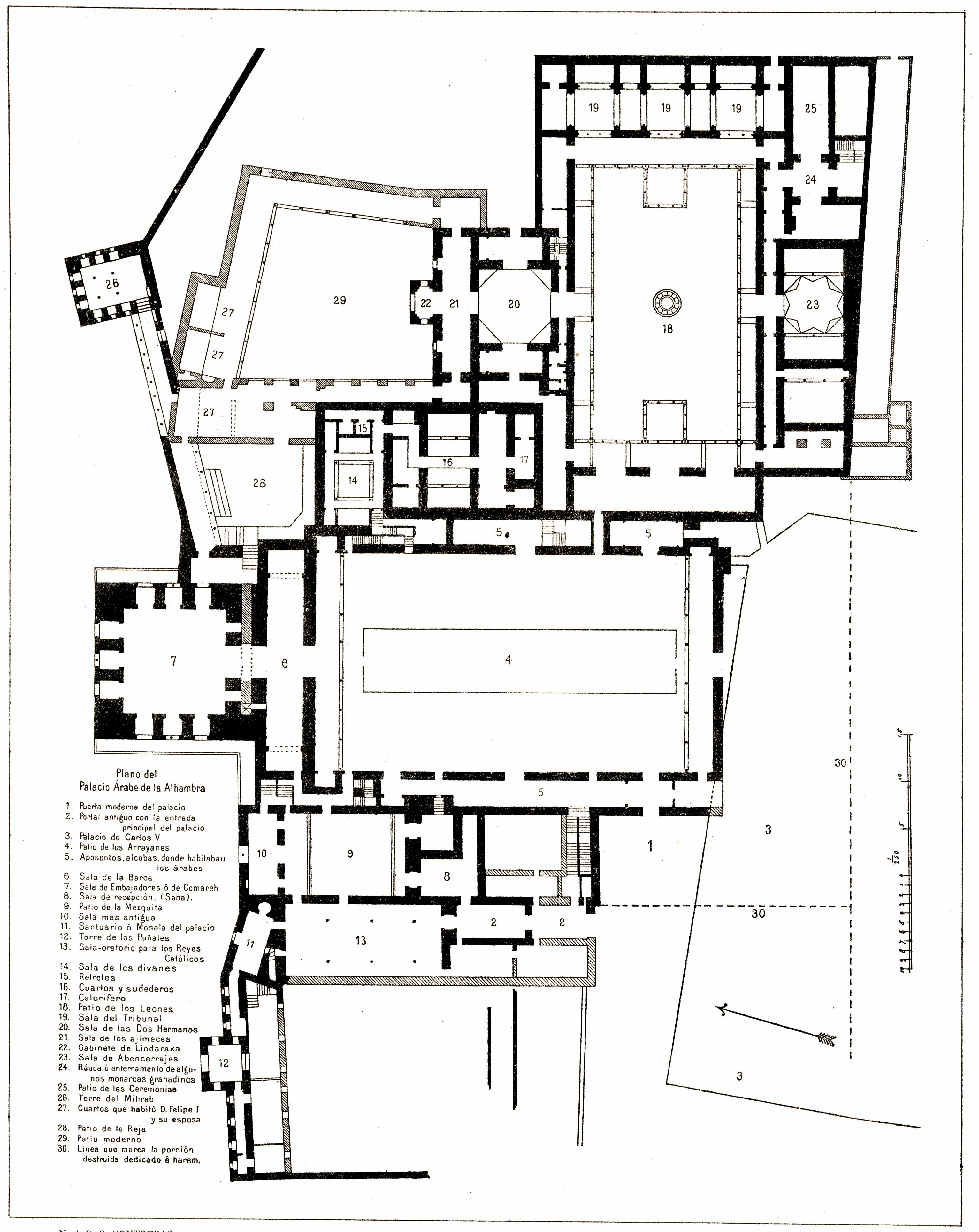
Az Arab palota alaprajza (1889)

Az Alhambra (arab eredetű spanyol szó, a spanyolok h nélkül ejtik: [aˈlambra]) egy mór építésű erőd és palota Granadától északkeletre, a Darro folyó mentén elterülő teraszos Sabika dombon, Dél-Spanyolországban (megépítésekor az erőd még Al-Andaluszban terült el). A város óriási műemléke 1984 óta az UNESCO világörökség része.

## Története
Neve a spanyolban az arab al-hamra (الحمراء) szóból származik, amelynek jelentése „a vörös”; teljes neve ugyanis arabul Kaszr al-Hamra: „A vörös erőd” volt.
1223-ban, az első Naszrida uralkodó, I. Muhammad idején kezdték meg az építkezéseket. Utódai, I. Júszuf, V. Muhammad és III. Júszuf granadai emírek 1408-ig folytatták azt.
A komplexum szerencsésen vészelte át az 1492-es reconquista időszakát. Az ostrom során nem pusztították el az Alhambra épületeit, hanem amint elfoglalták azt, hozzáláttak restaurálási munkálatainak. A Katolikus Királyok pár évig itt tartózkodtak, és innen irányították országaikat. Ám V. Károly német-római császár és spanyol király mégis lebontatott egy épületet, hogy helyére reneszánsz királyi palotát emeltessen magának.
Az igazán nagy pusztítást mégis az 1812-ben távozó francia megszállók okozták, akik távozásukkor felrobbantották az Alhambrát.
A 19. században ismét megindult a restaurálás, amely mind a mai napig tart.

## Az épületkomplexum részei

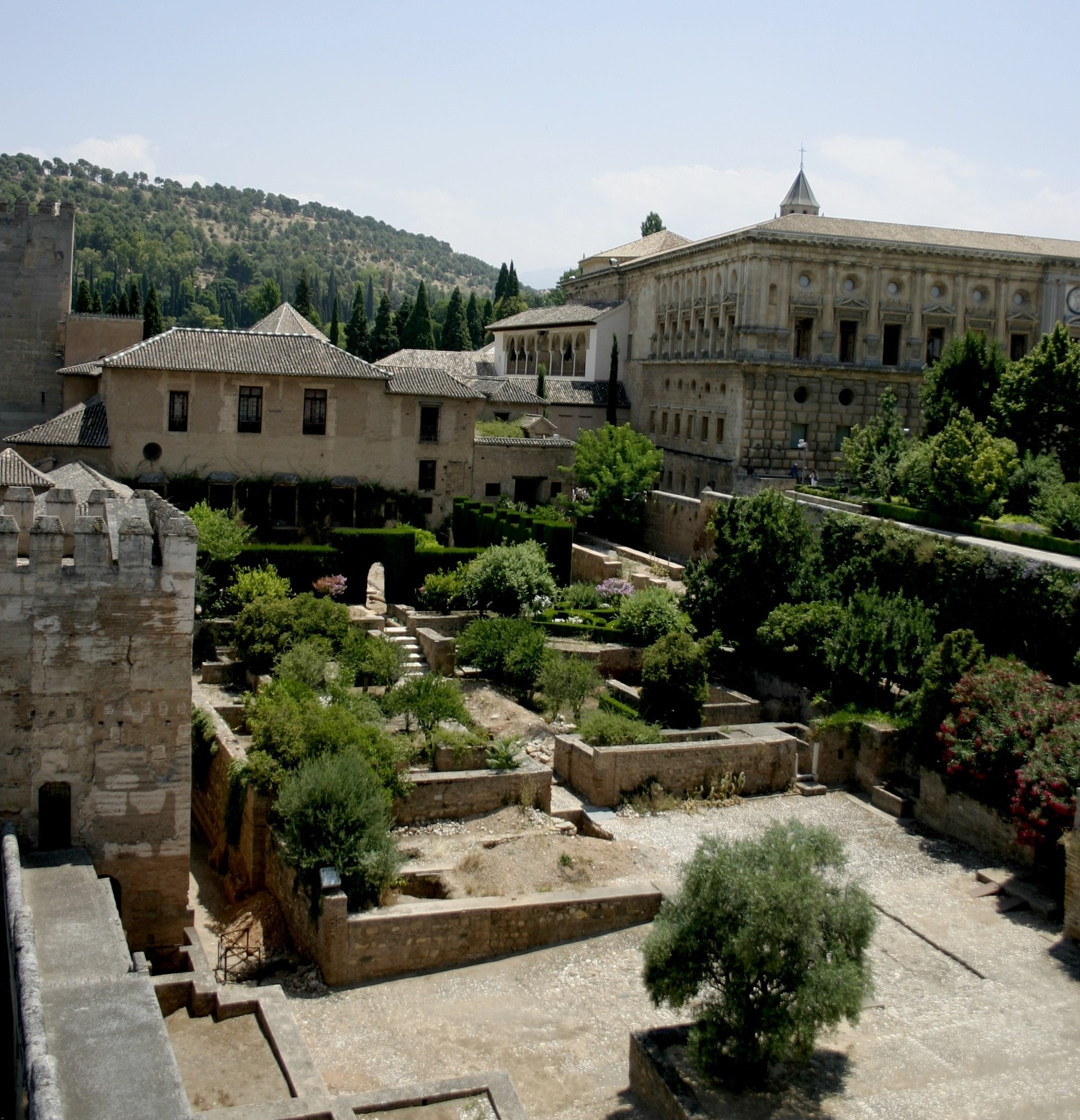
Az Alhambra

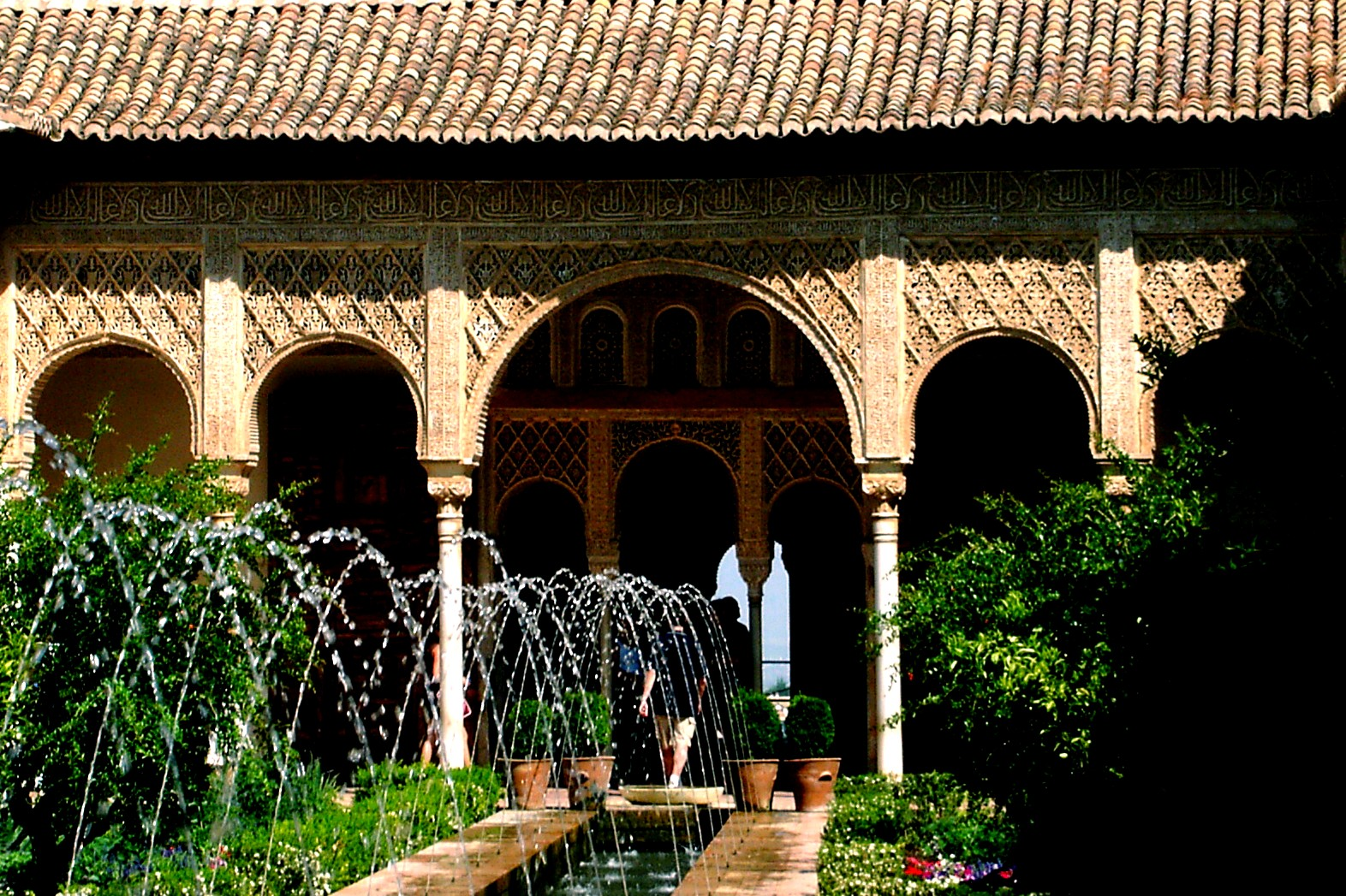
Az Alhambra jellegzetes udvara

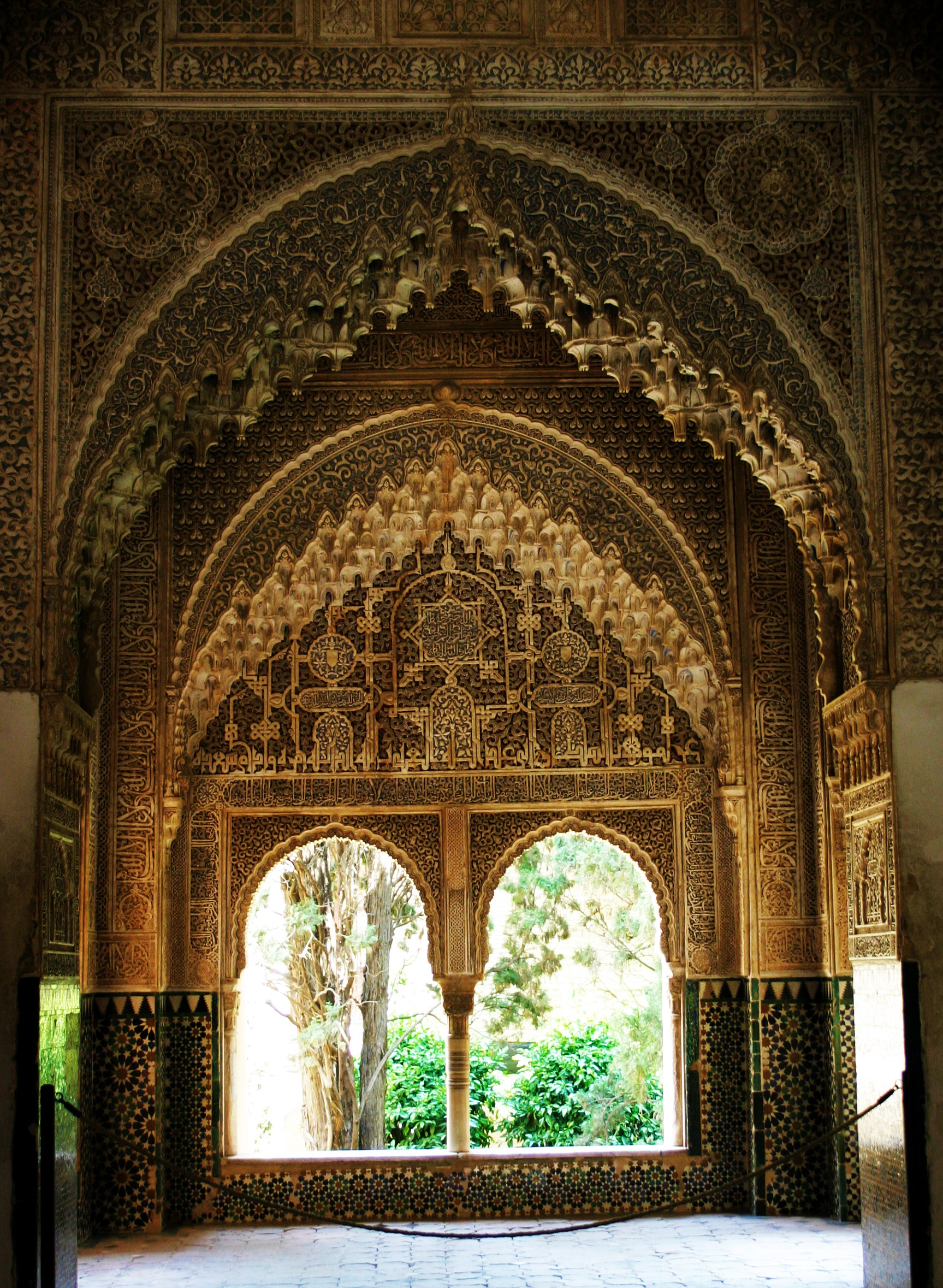
Alhambra: Patkóivek

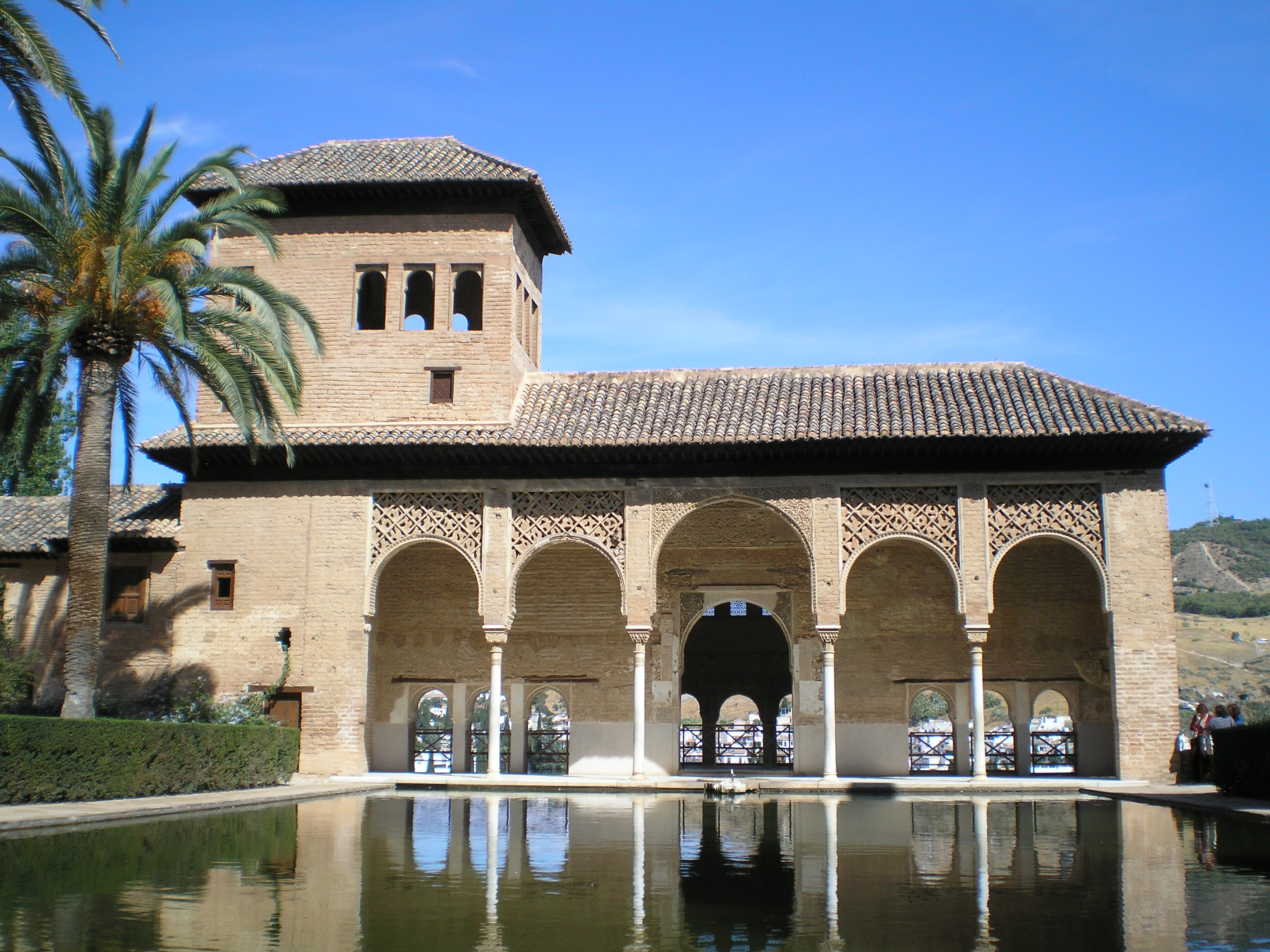
A Partal

Az épületegyütteshez mórok és keresztények által alkotott épületrészek tartoznak:  az Alcazaba, a Naszridák palotái és a Generalife arab munka, míg V. Károly palotája és a Szűz Mária-templom már a keresztény spanyolok alkotása volt.
Az Alhambra építészeti szempontból valóban elüt az európai szellemben emelt királyi palotáktól, hiányzik itt az egységes homlokzat, a főtengely, a különböző épületszárnyak jelenléte.
„Nem szabad elfelednünk, hogy az Alhambra nem egyházi, hanem profán épület, és ez az életforma sehol Európa más részében ebben a korban nem létezett. Az európai uralkodók kastélyai ehhez képest rideg börtönök, zord várak voltak. Alhambrában a lépték emberi, a víz, a növényzet a lakás szerves tartozéka, a fedett tér egybefolyik a patiók narancs- és mirtuszillatú terével; a helyiségek közepén levő kis csorgókutak vize, a padozatból alig kiemelkedő vízsugár keskeny padlócsatornákba vezetve csörgedez a patio közepén álló kút medencéjébe. Az Alhambrában az építészeti díszítésé a főszerep, a Generalifében ezt a növényzet, a parkművészet veszi át.” (in.: Bardon A., 21. old.)
Az egész épületkomplexumban fontos szerepet játszott a Darro folyóból származott víz. Innen vezették fel a dombra mind kertöntözés, mind fürdés számára.
Az Alhambrát a dombra vezető meredek úton, a Paseo de la Alhambrán feljutva lehet megközelíteni. A dombon az első látványosság, mely szembeötlik, V. Károly szökőkútja, amely 1545-ből származik, s Pedro Machuca, illetve az olasz Nicolao de Corte munkáját dicséri. A reneszánsz mű tümpanonján a császár címere látható egy neki szóló dedikációval. A dombtető – ahol az Alhambra fekszik – kétoldalt meredeken ereszkedik lefelé, de a város felőli oldala a meredekebb, míg az ellentétes oldalon inkább lankásan olvad bele környezetébe.

### Falak és tornyok
Az Alhambra falain végig lehet sétálni. Összesen 27 torony védi, melyek a különböző épületrészekből nyílnak és különböző korokból származnak: 
- Vörös tornyok (Torre Bermejas)
- Tyúkok tornya (Torre de las Gallinas)
- Kések tornya (Torre de las Puñales)
- Színes Üvegablakok tornya (Torre de Comares)
- Dámák tornya (Torre de las Damas)
- Ormok tornya (Torre de los Picos)
- Cadí tornya (Torre del Cadí)
- Foglyok tornya (Torre de la Cautiva)
- Torre del Candil
- Torre del Arrabal
- Infánsnők tornya (Torre de las Infantas)
- A versenypálya végének tornya (Torre del Cabo de la Carrera)
- Víztorony (Torre del Agua)
- Torre de Juan de Arce
- Torre de Baltasar de la Cruz
- Hétemeletes torony (Torre de Siete Suelos)
- Kapitány-torony (Torre del Capitán)
- Boszorkány-torony (Torre de las Brujas)
- Fejek tornya (Torre de las Cabezas)
- Torre de Abencerrajes
- Lőportorony (Torre de la Pólovora)
- Törött torony (Torre Quebrada)
- Öregtorony (Torre de Homenaje)
- Fegyvertorony (Torre de las Armas)
- Nemesek tornya (Torre de los Hidalgos)
- Őrtorony (Torre de la Vela)
- Torre de la Tohana.

### Igazság-kapu(Puerta de la Justicia)
A kapu előtt hatalmas patkóíves kapu, egyúttal az egész Alhambra bejárata emelkedik, 1348-ban, I. Júszuf uralkodása idején épült. Arab neve Bab-al-Saría (azaz Előtér-kapu) volt, s a granadai emírek citadellájának főkapujaként szolgált. A kapu belső felirata jelzi az építés esztendejét és hirdeti Allah és Mohamed próféta dicsőségét. Zárókövében egy kifaragott nyitott kezet vehet észre a szemlélődő. A kéz ujjai a Korán 5 alaptörvényére utalnak.
A kapun bejutva a Madonna szobra magasodik, melyet a Katolikus Királyok emeltettek és helyeztettek ide.

### Bor-kapu(Puerta de Vino)
A Mária-szobrot követő bejárat neve Bor-kapu, mivel a borkereskedők egykor itt rakták le árujukat. A kapu falán szintén Koránból vett idézetek, Allahot dicsőítő feliratok olvashatók. Ívét a Naszridák címerei díszítik, a kapuív csúcsában „Csak Isten a győztes” arab felirat látható, I. Muhammad uralkodó jelszava.

### Ciszternák tere(Plaza de los Ajibes)
A Bor-kapun keresztülhaladva visz az út a Ciszternák terére. Neve onnan származik, hogy az első keresztény városparancsnok ciszternákat alakíttatott ki a téren, ahonnan belátni az Albaicínt, a Darro-völgyet és a Sacromontét.

## Fellegvár(Alcazaba)
A Ciszternák teréről nyílik a nyugati oldalon az Alhambra legrégebbi része, az Alcazaba. Arabul al-kasaba, azaz fellegvár. I. Muhammad Ben Alhamar, a granadai mór birodalom alapítója a 13. században építtette egy régi római, nyugati gót és zíri erőd helyén. Alapjai alatt ma is ott rejlenek a mór idők előtti maradványok. Stratégiailag fontos helyen áll. A király tornyokkal, falakkal és kapukkal vetette körül, hogy meg tudja védeni az Alhambra citadelláját és palotáját. Ám a mai épület már nem teljes mértékben azonos az eredetivel, annak csak régi külső falai és tornyai maradtak fenn. Az Alcazaba közel 140 méterrel fekszik magasabban, mint Granada főtere. Külön áll a palotaépületektől, s csak az egész dombot körülvevő fal köti össze egy egységgé őket.
Régebben épült tornyai a Torre del Adarguero, a Torre de los Hidalgos és a Torre de la Pólvora.  A kis Lőportornyon (Torre de Polvóra) Francisco de Izaca sorait olvashatjuk.
I. Muhammad aztán új tornyokat is építtetett a régebbiek mellé, ekkor született meg a Torre del Homenaje, a Torre Quebrada és a Torre de la Vela.
- Az Öregtorony (Torre del Homenaje): ötszintes, 26 méter magasba emelkedő torony. Itt volt az erődparancsnok szálláshelye a 16. században.
- Az Őrtorony (Torre de la Vela): A Puerta de Alcazaba nevű kapu a vár déli felén fekvő kertek felé vezet, végén az Őrtorony magasodik. Ez az egész Alhambra feljárója. Négyemeletes, 26,8 méter magas védő-és őrtornyából be lehet látni egész Granadát. Más nevén Torre de Campanának, azaz Harangtoronynak is hívták. Granada elfoglalásakor erre a toronyra vonták fel a Katolikus Királyok zászlaját. Az épület belsejében a múlt tanúit láthatjuk: a gouverneurök és helyőrségi katonák szálláshelyét, a fürdőhelyeket, a tűzhelyeket, a ciszternát és a börtönt.

Az Alcazabát további tornyok is védik: a Torre de La Tohana és a Torre de las Armas.

## V. Károly palotája(Palacio de Carlos V)

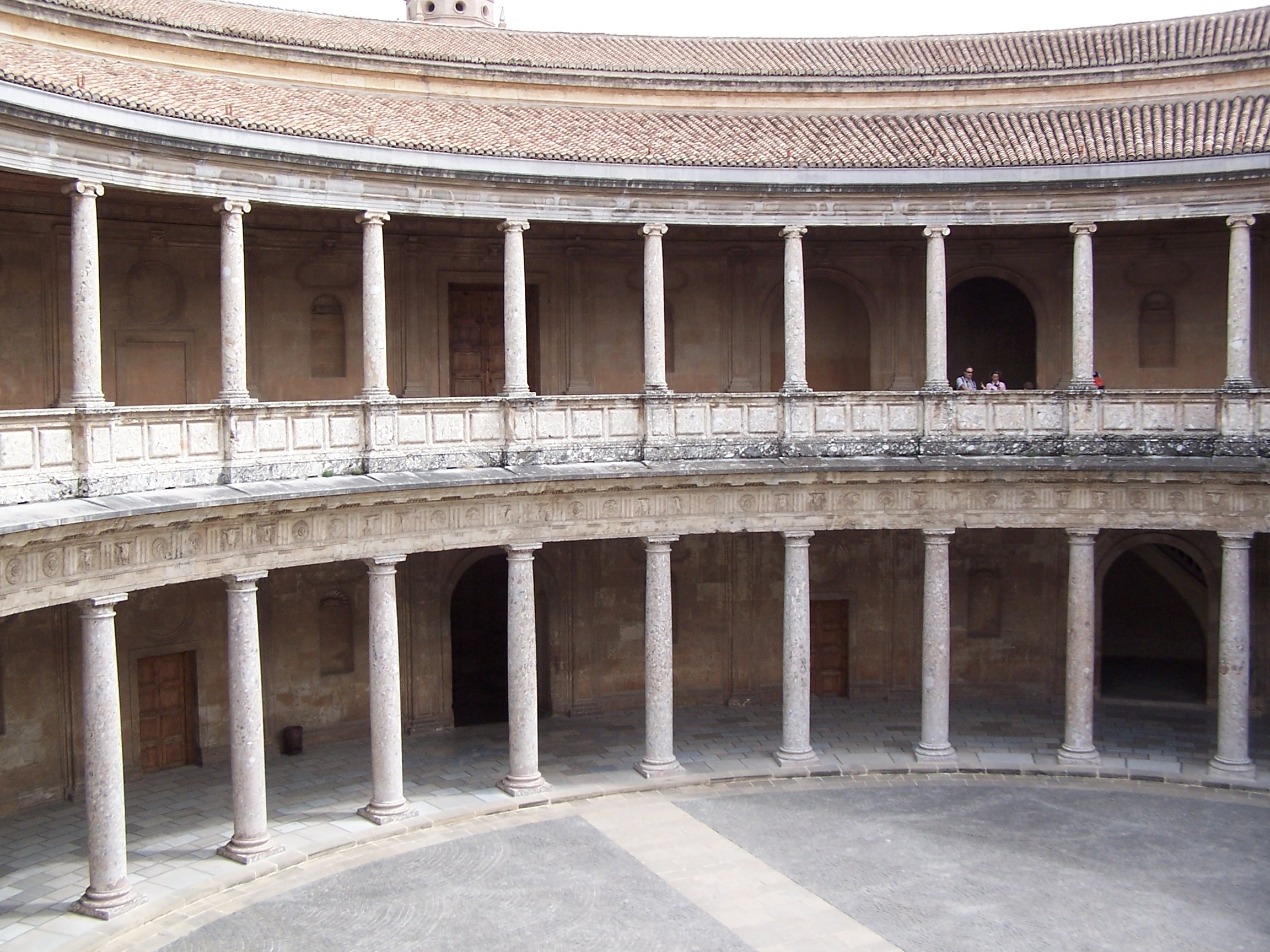
V. Károly palotája, udvar

1527-ben V. Károly részére épült Pedro Machuca tervei alapján, de soha nem készült el teljesen. Építését a Granadában maradt mórok adóiból fizették.
A kétemeletes palota mégis egyik legjelentősebb példája az olasz építőművészet hatásának Spanyolországban. Masszív architektonikai formák, szigorú struktúra, kifejező karakter jellemzi. A palota alaprajza négyzet alakú, területe 63 × 63 méter. Magassága 17 méter.
Két főhomlokzatának középrésze szürke márványból a legszebb része az épületnek, a spanyol reneszánsz leginkább említésre méltó alkotása. Ugyancsak figyelmet érdemel a dór, illetve jón oszlopok alkotta csarnok. Az oszlopokat reliefek díszítik, a császárról ábrázolva mitológiai jeleneteket – a milánói Niccolo di Corte, Andrés de Ocampo és Juan de Orea munkái.
Belső udvara kör alakú, a bikaviadalok arénáihoz hasonló, ami nem véletlen, hiszen V. Károly nagy rajongója volt a rendezvényeknek. Főleg nagysága és díszítése meglepő. Átmérője 30 méter. Egyike a reneszánsz építészet legszebb példáinak. Luis Machuca készítette apja tervei alapján 1557-1568 között.  A földszinten 32 dór oszlop található. Koncerteket és nemzetközi zenei és  táncfesztiválok előadásait tartják az udvarban.
Az épületben több gyűjtemény számára adtak helyet, a két legnagyobb: 
- Tartományi Szépművészeti Múzeum (Museo Provincial de Bellas Artes): a granadai iskola művészeit mutatja be az emeleti termek sora. Jacobo Florentino, Alonso Cano, Pedro de Mena, Diego de Siloé, Fray Juan Sanchez Cotán, Pedro Raxis, Pedro Anastacio Bocanegre, Juan Ramírez, Juan de Sevilla alkotásait őrzik a gyűjteményben.
- A Spanyol-Iszlám Művészet Nemzeti Múzeuma (Museo Nacional de Arte Hispano-Musulman): a földszinten kialakított kollekció a mór korszak dísztárgyainak gazdag kincsestára. Az Alhambra egykori berendezési tárgyai, kerámiák, üvegtárgyak, frízek láthatók a múzeumban.

## Szűz Mária-templom(Iglesia de Santa María)

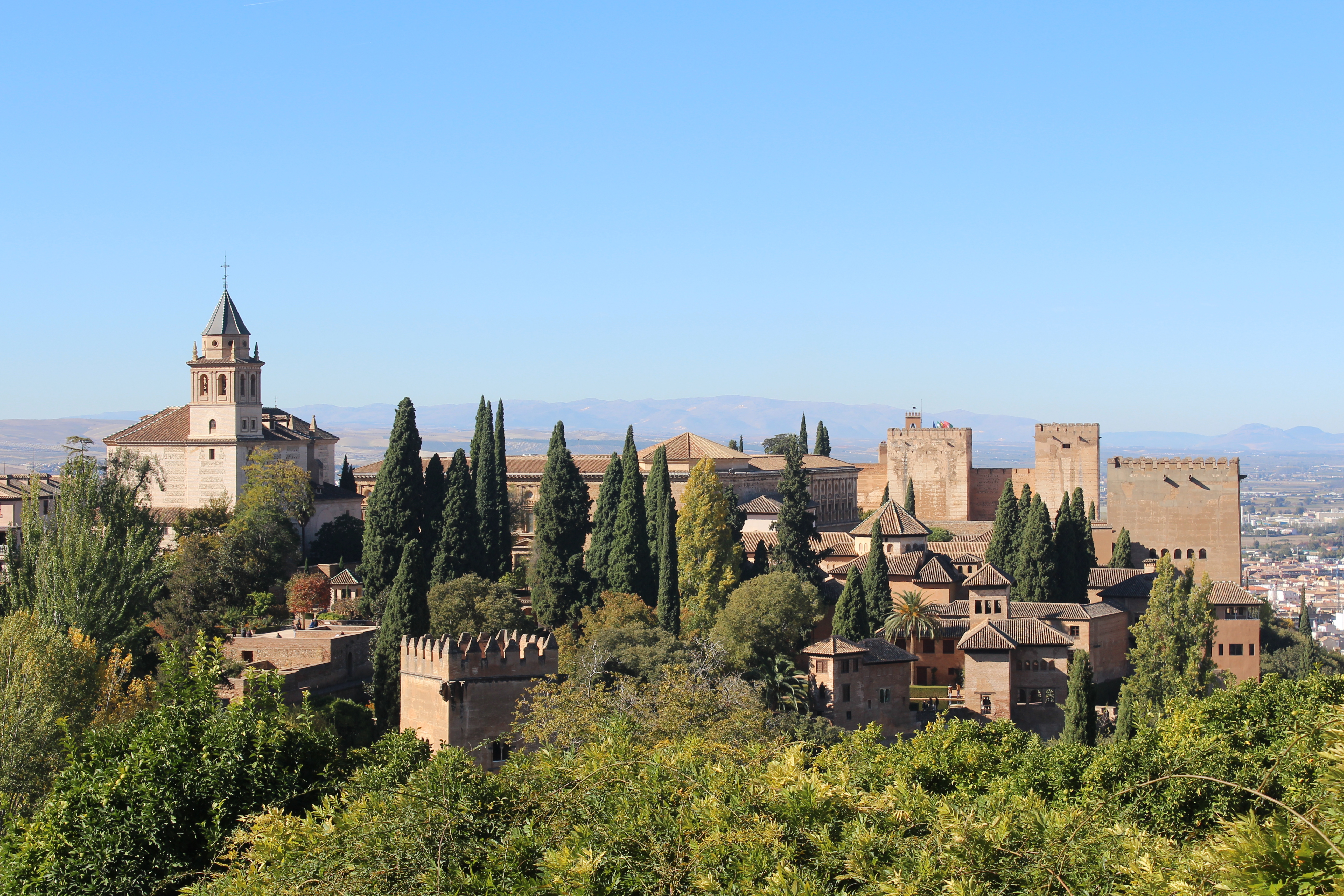
A Santa Maria templom a legmagasabb épület ezen a képen

V. Károly palotájától keleti irányban áll a Szűz Mária-templom, amely 1581-1618 között keletkezett a régi Alhambra-mecset helyén. Átalakítása Juan de Herrera tervei alapján történt. A főkapu mellett jobb oldalon álló kőoszlop két keresztény emlékére készült, kik 1397-ben haltak vértanúhalált. Oltárképe Juan López Almagro alkotása, a Krisztus-kereszt pedig Alonso de Mena műve. Granada elfoglalása után ebben a templomban zajlott az első mise.
Ugyancsak a keresztény épületek sorát gazdagítja a Szent Ferenc-konvent (Convento de San Francisco) 1495-ből, amelyben jelenleg ún. parador szálló működik.

## Alhambra-palota (Palacio Real/Casa Real/Alcázar)
Az Alhambra a Naszridák palotáinak rendszere, az iszlám palotaépítés jellegzetes példáját követi: az ülés-illetve bíráskodás termeire (Mexuar), a tulajdonképpeni királyi rezidenciára (Szeráj vagy Diván), és a női lakosztályokra (Hárem) osztható. Ennek megfelelően három palotája a Mexuar, a Comares-palota és az Oroszlános palota. 
A palota egésze nem mutat szervezett tervszerűséget, a termek nincsenek egymással átjárókkal összekötve, egyik patióból pedig nem lehet közvetlenül bejutni vagy akár belátni a másikba. Az átjárókat inkább eltüntették, észrevehetetlen helyekre építették be. Az elrendezés inkább azt a módszert követi, hogy központi udvarokat alakítottak ki, s hozzájuk kapcsolódó termeket hoztak létre. A termek ezekből az udvarokból nyílnak. Emellett azonban egymással is összefüggenek. A mór építészet legmagasabb fokát érte el a térélmény változatos kialakításával.
Az Alhambrában uralkodik a díszítőelemek sokasága, mint például a stukkók, az azulejók felhasználása. Itt találkozhatunk először az európai és egyúttal az iszlám építészet történetében is a sztalaktitboltozat kialakításával, amely könnyed, de varázslatos hatást kölcsönöz az épület mennyezetének és a belső térnek.  

### El Mexuar

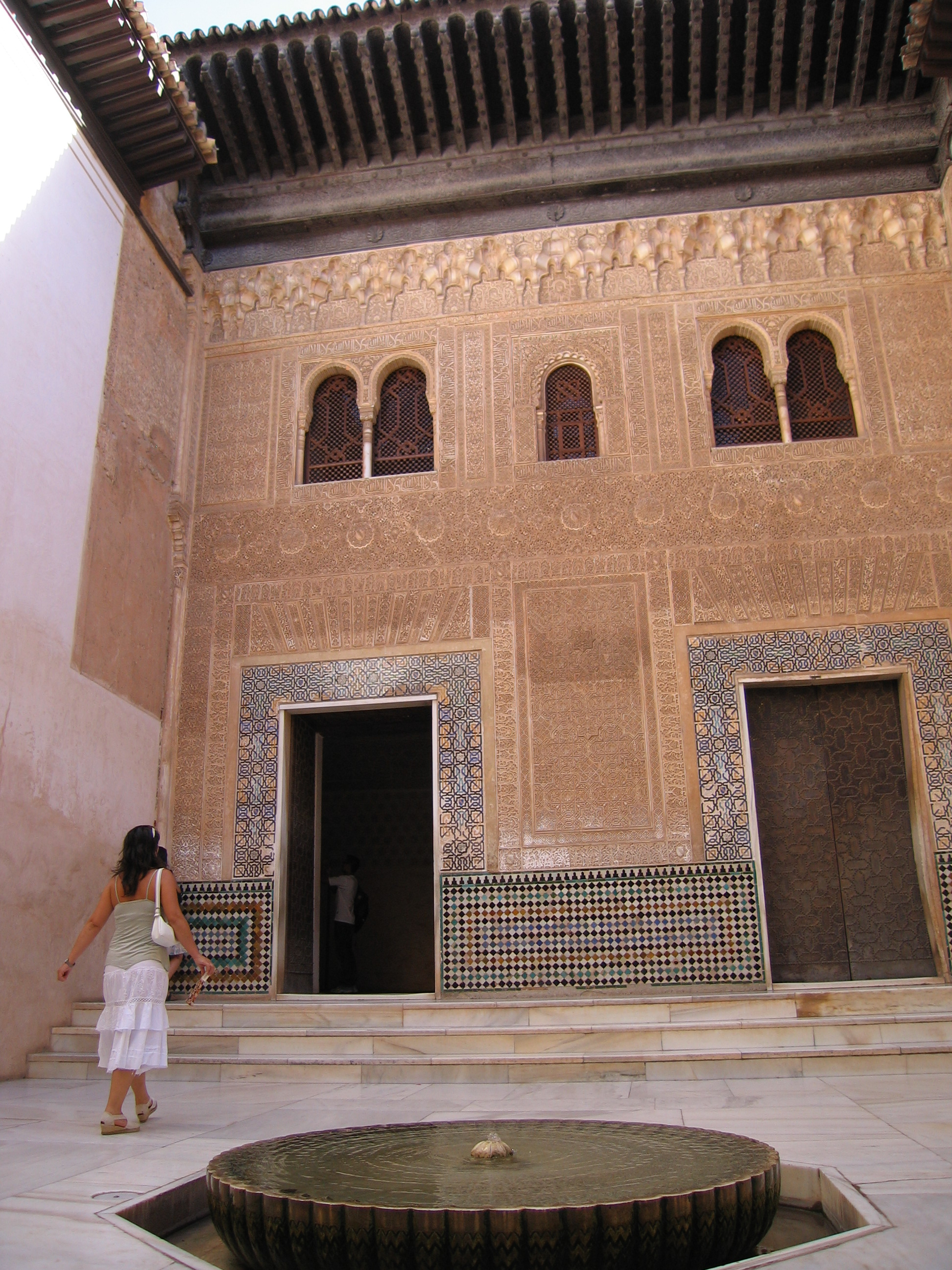
Aranyozott terem

1365-ben épült, ez a Naszridák palotáinak legrégebbike. I. Muhammad építtette, utódai azonban több alkalommal átépíttették, kibővíttették. Egykor ülésteremként és törvényszéki kihallgatási teremként funkcionált. A keresztény reconquista után kápolna lett. Színes csempe borítja falait. Hozzá csatlakozik a Mexuar-udvar bal oldalán az Aranyozott teremmel.
- Mexuar-udvar (Patio del Mexuar): háromívű portálja gipszdekorációval és platareszk és polikrom díszítéssel lett ellátva. Hátsó részén kisebb kápolna áll mishrabbal. Továbbá innen nyílik a kis Aranyozott terem (Cuarto Dorado).
- Színes Üvegablakok tornya (Torre de Comares): az északi galériát a leglenyűgözőbb és leghatalmasabb,  45 méterével a legmagasabb tornya uralja az Alhambrának. Összeköti a Mexuart és az oroszlános palotát. Falain csempe – és egyedi gipszdíszítés látható, melyeken Mohamed Aben Zemrec versei olvashatók. Ő az egyike azon kevés költőnek, akiket azzal a tisztelettel illettek, hogy verseiket gipszbe, kerámiába és márványba vésték. A toronyban foglal helyet az Áldások és a Követek terme:
  - Áldások terme (Sala de la Barca): előterem a következő, Követek terméhez, valószínűleg ez volt a testőrök várakozóhelye is. Faburkolata a szalagmintázat példája.
  - Követek terme (Sala de los Embajadores): A Mirtusz-udvarból nyíló trónteremnek használt helyiség egy toronyban helyezkedik el. Területe 11 méter x 11 méter, magassága 18,2 méter. Itt állt a trón s itt fogadták a garandai uralkodók a külföldi követségeket. Kupolája vörösfenyőből készült, ablakain Koránból vett idézetek olvashatók. Falait szőnyegmintás stukkó díszíti. Felirata szerint: "Én vagyok a palota minden részének szíve".

### Comares-palota (El Palacio de Comares,El Palacio de Yusuf I)
A Mexuar-udvaron keresztülsétálva visz az út a Comares-palota területére, ami az Alhambra magja és dísze. A 14. században I. Júszuf uralkodása alatt épült nagy kertte, ahol középen kis tavacska, oldalán pedig márványoszlopos nyílt galéria, a Mirtusz-udvar  fogadja a látogatót.
- Mirtusz-udvar (Patio de los Arrayanes): csodaszép patio, a mór-andalúz művészet egyik fő remeke. Patio de la Alberca, azaz a "ciszterna udvara" elnevezéssel is illették, mert közepében kis mirtuszokkal körülvett tó foglal helyet, melynek vízében tükröződik a portál és a nagy torony képe. A kert a nazarí építészet érdekességét és szigorúságát teljesíti ki. Az udvar maga 37 méter hosszú, 13 méter széles. Homlokzati oldalán szűk portálok találhatók, melyeket 7 ív választ el. Az ívek oszlopokon nyugszanak, a belső feliratokon Istent dicsőítő írásokat lehet olvasni.

### Oroszlános palota (El Palacio de los Leones,El Palacio de Mohammed V)

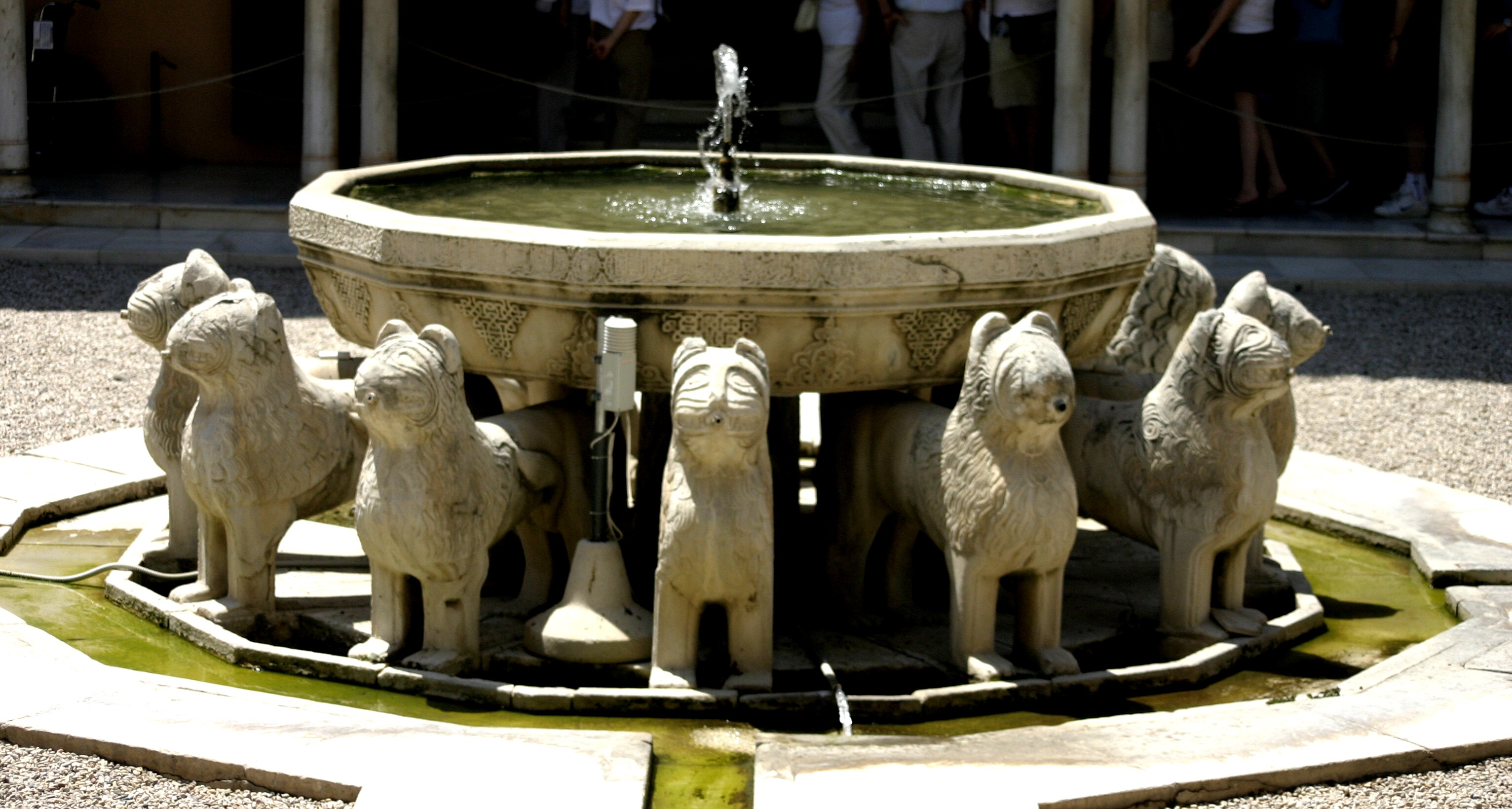
Oroszlános-kút

Az V. Muhammad által építtetett téli királyi rezidencia, melyet a Mozarabok termén át lehet megközelíteni. Közepén a nevezetes Oroszlános Udvar áll, melyet minden oldalról termek vesznek körbe.
Az Oroszlános Udvar (Patio de los Leones): Granada arab urának palotájában a középpont és egyben a két leghíresebb attrakció a Hárem az Oroszlános Udvarral. I. Júszufnak és fiának, V. Muhammadnak a megrendelésére építették. Ebben az épületrészben éri el a granadai mór művészet a kiteljesedését. A háromszög alakú és nem túl nagy (28,5 méter x 15,7 méter) patiót galéria veszi körül, melynek két szélén egy – egy kis pavilon található. A patio területe közel 440 m². A galériát 124 karcsú márványoszlop alakítja ki – néhány ebből dupla, a többi egyszerű. Közepén az Oroszlános-kút (Fuente de los Leones) helyezkedik el, 12 márványoroszlán tartja. Ez az iszlám művészetében furcsa kivételt jelent, hiszen állatok és ember ábrázolását amúgy tiltja a vallás. Jelenleg az udvar restaurálás alatt áll. Négy oldalról az egykori hárem termei határolják:
- Az Abencerraje család terme (Sala de los Abencerrajes): Nevét onnan kapta, hogy itt gyilkolták meg az előkelő családnak mintegy 37 tagját. Boabdil parancsára fejeztették le őket bosszúból, mivel a család egyik férfi tagja kikezdett az uralkodó nejével. A terem közepén tizenkétszögletű kis vörösmárványból készült kút áll. Kupolája sztalaktitboltozatos.
- A Két Nővér terme (Sala de las dos Hermanas): Az egész Alhambra legszebb termének tartják. Neve a két márványlapnak köszönhető, melyeket a padlóba építettek. Tulajdonképpen szobák sora, melyeket a szultán feleségének és szolgálóinak készítettek. Téli lakosztályként szolgált vagy más feltevések szerint ez volt a szultán díszebédlője. Csempe- és stukkódíszítését az Alhambra művészeti csúcspontjaként tartják számon. Csodálatos kupola fedi, a világ legnagyobb sztalaktitboltozatával. Boltozatán 5000 fülkeszerű mélyedés látható. Falain gipszbe vésett verseket olvashatunk.
- A Királyok terme (Sala de los Reyes vagy Sala de la Justicia): Az udvar keleti oldala a kapun keresztül a Királyi terem homlokzati részébe nyílik, melyet az Igazság Termének is neveznek. Ugyancsak sztalaktit díszíti boltozatát. Csarnoka hét részből áll, melléktermeiben 15. századi mennyezeti freskókat tekinthet meg a látogató.
- Mozarabok terme (Sala de Mozárabes): A nyugati oldal a Mozarabok termébe vezet, melynek falain gótikus freskók vadász – és szerelmi jeleneteket ábrázolnak. A képek ismeretlen keresztény festőktől származnak a 14. század végéről illetve 15. század elejéről.

Nem közvetlenül az udvarról nyíló egyéb helyiségek az Oroszlános palotában:
- Osztottíves ablakok terme (Sala de los Ajimeces): már a Mozarabok terméből nyílik, s vezet a Két Nővér terme mögött elhelyezkedő Daraxa-kilátóhoz.
- Daraxa-kilátó (Mirador de Lindajara, Mirador de Daraxa): az ugyanilyen nevű kút felett magasodik, egykor az emírek asszonyainak pihenőhelye volt. Boltozatát kazettás mennyezet (ún. artesonado) uralja, zománccal fedett falain arany és elefántcsont díszítések és feliratok láthatók.
- Rács-udvar vagy Ciprus-udvar (Patio de la Reja): a Két Nővér terméből lehet lejutni a fürdők felé az udvarhoz, melynek közepén ugyancsak szökőkút áll. Nevét a négy benne magasodó ciprusról és az azokat körülvevő rácsozatról kapta.
- Peinador-torony (Torre del Peinador de la Reina): a Ciprus udvar felől balra nyíló ajtó vezet a kis toronyba, ahonnan az Albaicín felé lehet kilátni.
- Fürdők (Banos): I. Júszuf idején épültek római minták alapján. Első része a Sala de Comas négyszögletes pihenőterem, melynek falát sokszínű csempe fedi. Innen vezet az út a többmedencés dísztelen helyiségbe, ahol egykor gőzfürdő működött.

### III. Júszuf palotája(Palacio de Yusuf III)
Az egykori építmény romokban áll, helyén ma csak kertek vannak.

## Generalife

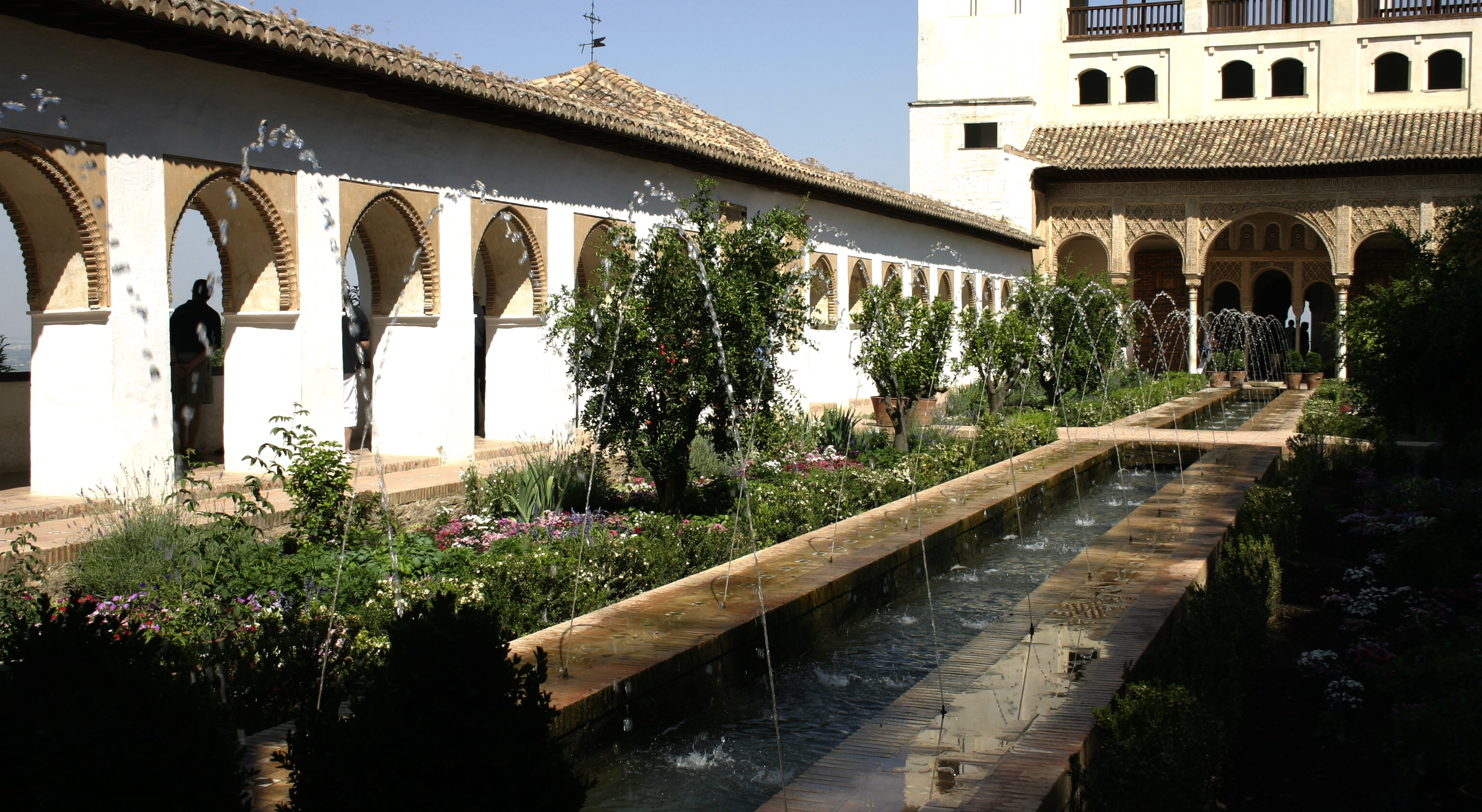
A Generalife (f.: Kiss András)

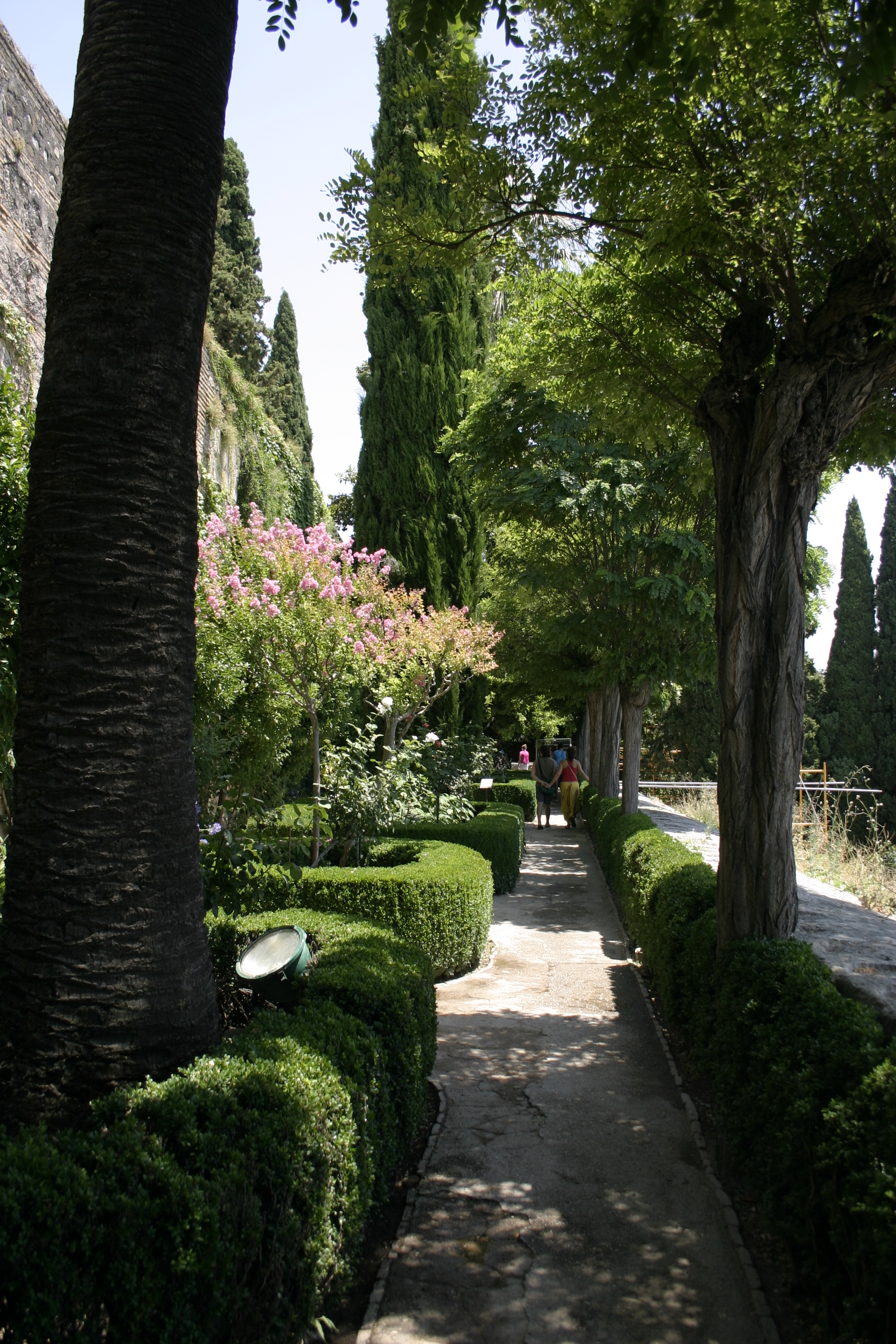
Egzotikus kert (f.:Kiss András)

Az Alhambrával szemben, keleti irányban terül el a Generalife-palota (Palacio del Generalife). 1319-ben a Nap dombja (Cerro de Sol) nyúlványaira építették illetve parkosították a granadai királyok nyári pihenőhelyéül. I. Iszmail uralkodása idején készült. Építője Yannat al-Arif mester volt. Neve arabul Dzsennat al-Arif, azaz Az Építő Kertje volt.
Csodálatos kilátás nyílik innen az egész városra, a Genil és a Darro folyók völgyeire. Bár az eredeti épület a 13. századból származott, de ebből a déli pavilon mögötti maradványokat lehet csak látni. Paradicsomi atmoszféra fogadja a látogatót, aki belép a Generalifébe: víz susogása, csalogány éneke, buja kert veszi körül az ideérkezőt. Washington Irving a legendák és fantasztikus mesék helyszínének tartotta.
A Generalife az egyetlen megmaradt kertház a három egykor létezőből. Az Alhambrával egy sétaút köti össze, mely közvetlenül a Medence-udvarba vezet. Kertje különösen gazdag az egykori Andalusz növényeiben, melyek egy részét még a mórok terjesztették el az Ibériai-félszigeten. Mesés gazdagsággal terem meg itt a tipikusan mediterrán növények sora, mint a Laurus nobilis (babér), a Cupressus sempervirens (ciprus), a Myrtus communis (mirtusz), a Nerium oleander (leánder), és Pinus halepensis (aleppói fenyő), illetve a dél-európai eredetű, de a kontinens nagyobb részén ültetett Celtis australis (déli ostorfa), Platanus hispanica (platán), Aesculus hippocastanum (vadgesztenye) és az Európa nagy részén honos Corylus avellana (közönséges mogyoró), Sambucus nigra (fekete bodza) és Taxus baccata (tiszafa). Mindezek mellett még fellelhető a kertben az észak-amerikai eredetű Acer negundo (zöld juhar), egy Európában agresszíven terjedő gyomfa is.
A Generalife részei a Színház, az Új kertek (Jardines nuevos), a Felső kertek (Jardines altos), a Déli pavilon (Pabellón Sur) és az Északi udvar (Pabellón Norte).
A Szultán Feleségének udvara (Patio de la Sultana) érdekes legendát tartogat. Eszerint Boabdil emír kedvenc felesége e helyen tartotta találkáit fiatal szeretőjével.
Legismertebb és legtöbbször ábrázolt része a Medence-udvar (Patio de la Acequia): a legjelentősebb patio, a víz és árnyék kombinációja egy zárt kertben, egyúttal az egész palota központja, sétautakkal és teraszokkal.

## Galéria

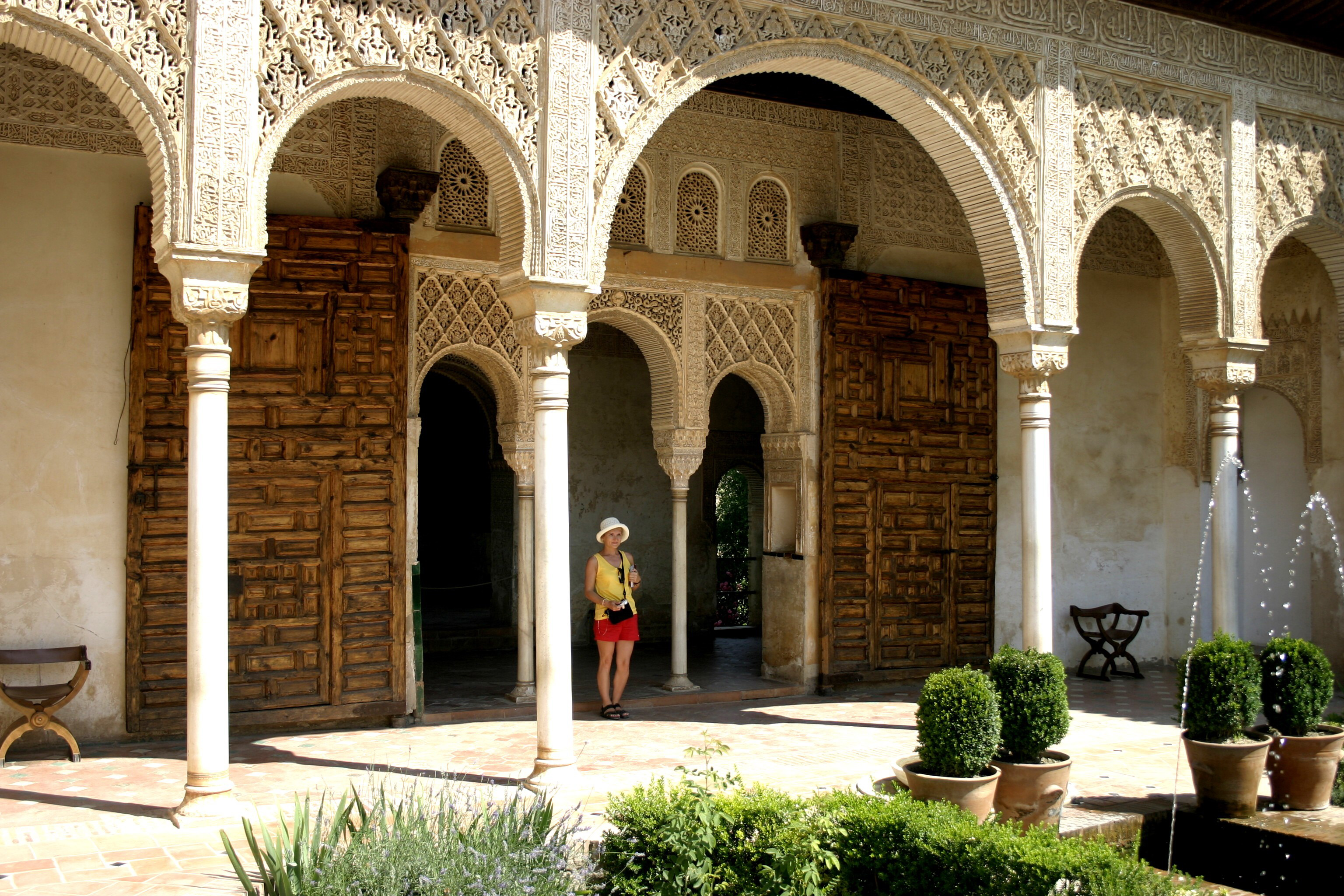
A medence-udvar bejárata
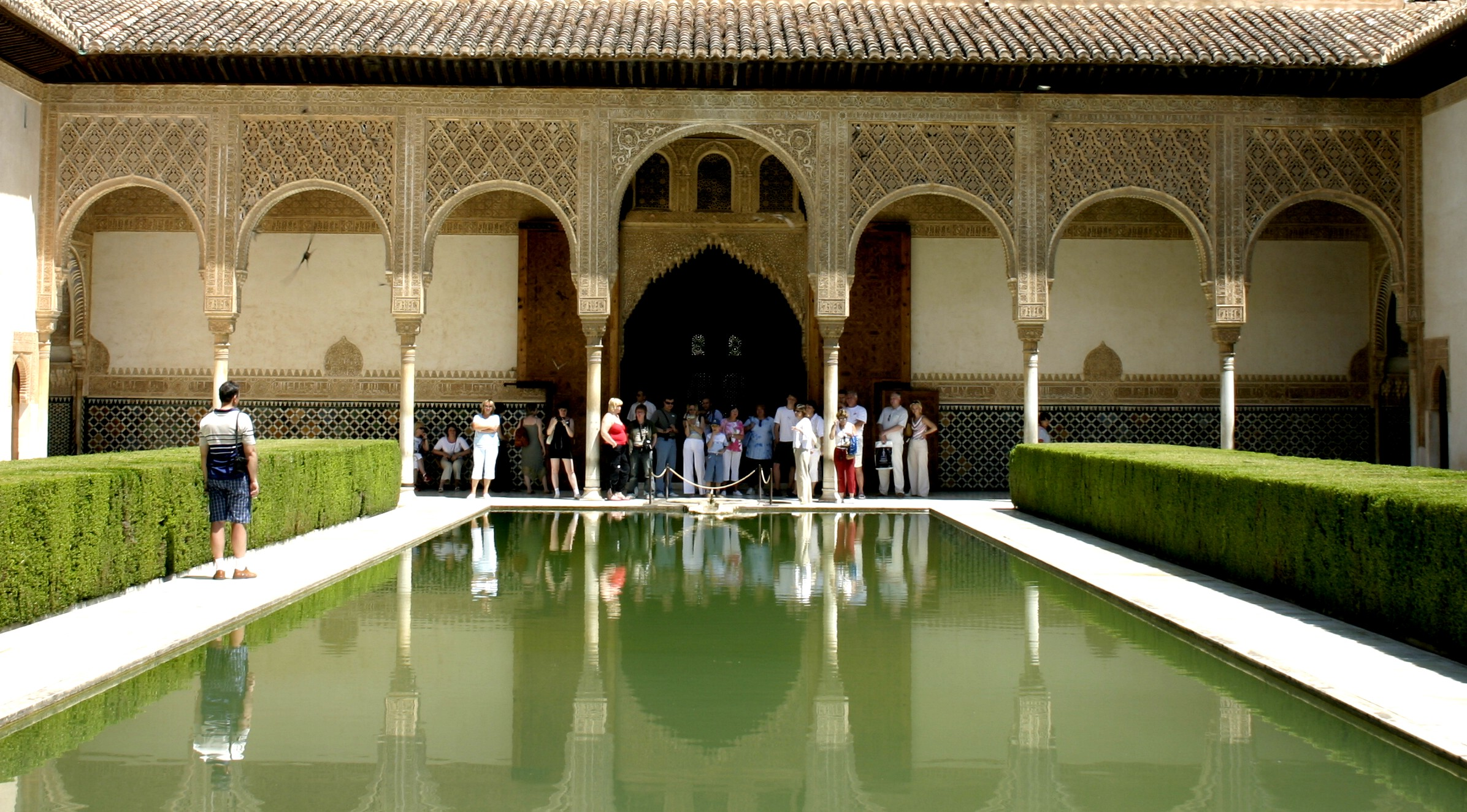
Medence-udvar
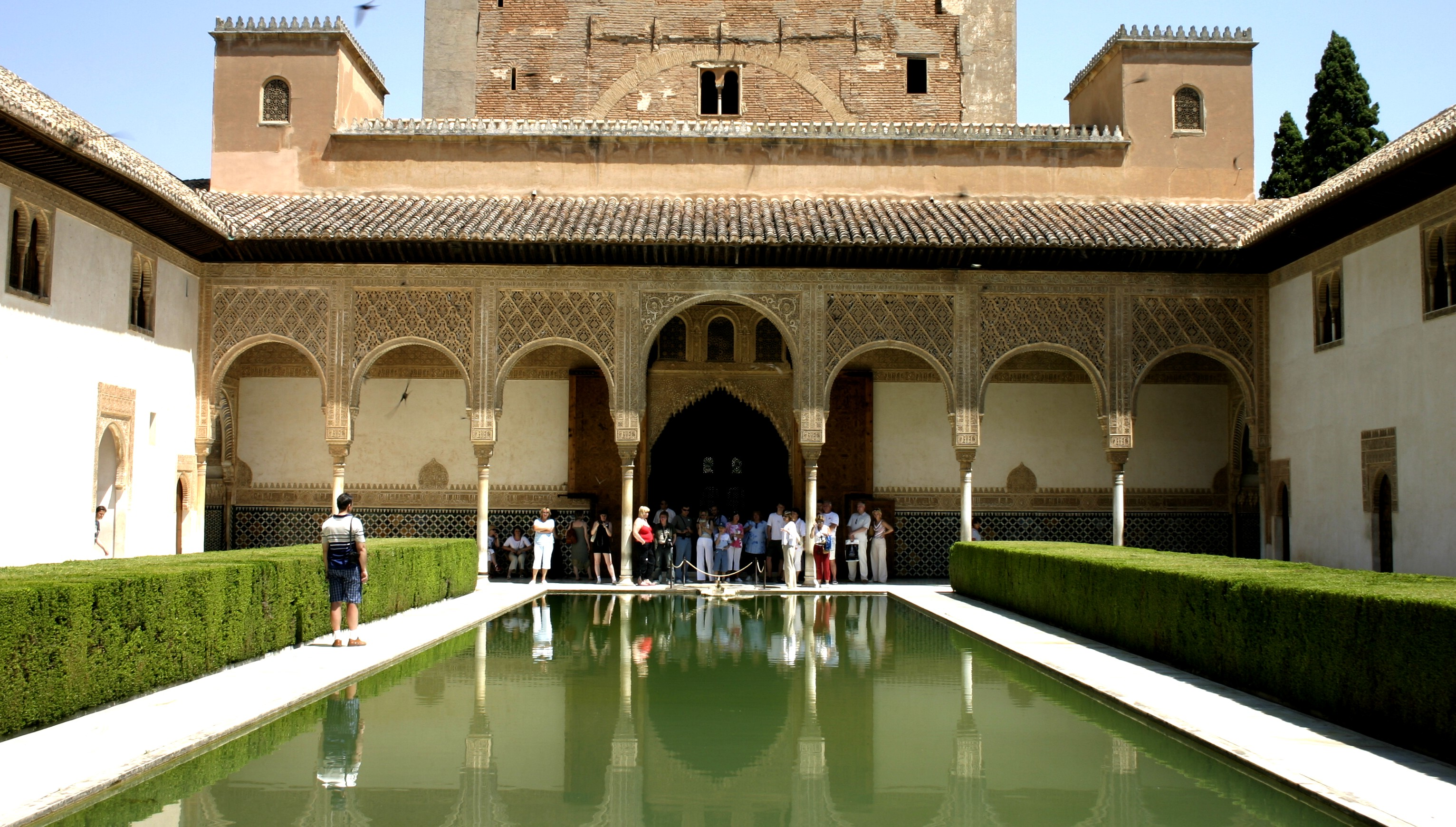
Medence-udvar